# Super Shore
MTV Super Shore est une émission de télévision espagnole de télé-réalité produite par Magnolia TV et diffusée sur la chaîne MTV España depuis le 2 février 2016. Elle suit la vie quotidienne de neuf jeunes de diverses nationalités partis en séjour pour l'été dans certaines parties de l'Europe du Sud, en l'occurrence à Madrid et sur l'île grecque de Myconos. C'est une version de Jersey Shore reprenant certains participants de toutes les séries Shore.

## Casting[1],[2]
| Candidat | Candidat                  | Notable                               | Âge    | Localisation |
| -------- | ------------------------- | ------------------------------------- | ------ | ------------ |
| ♂        | Abraham García            | Gandía Shore et Supervivientes 2014   | 25 ans | Espagne      |
| ♀        | Arantxa Bustos            | Gandía Shore et Supervivientes 2015   | 25 ans | Espagne      |
| ♀        | Elettra Miura Lamborghini | Petite-fille de Ferruccio Lamborghini | 21 ans | Italie       |
| ♂        | Esteban Martínez          | Gandía Shore et Campamento de verano  | 27 ans | Espagne      |
| ♂        | Fernando « Koko » Lozada  | Acapulco Shore                        | 24 ans | Mexique      |
| ♂        | Igor Freitas              | 10 Parejas 10 (Are You the One?)      | 25 ans | Brésil       |
| ♀        | Karime Pindter            | Acapulco Shore                        | 22 ans | Mexique      |
| ♂        | Luis « Potro » Caballero  | Acapulco Shore                        | 22 ans | Mexique      |
| ♀        | Manelik « Mane » González | Acapulco Shore                        | 27 ans | Mexique      |